# Antoine de Rivarol

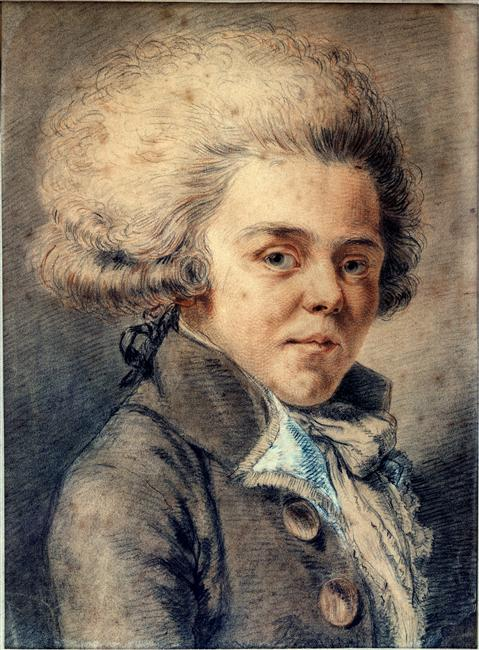
Antoine de Rivarol

Antoine de Rivarol (* 26. Juni 1753 in Bagnols-sur-Cèze; † 13. April 1801 in Berlin) war ein französischer Schriftsteller.

## Leben
Der einst europaweit bekannte Literat entstammte einer italienischstämmigen, eher kleinbürgerlichen Familie, erhielt aber eine passable Schulbildung, weil er Geistlicher werden sollte. Nach einem kurzen Zwischenspiel als Hauslehrer in Lyon ging er 1777 mit 24 Jahren nach Paris, wo er sich als adeliger Chevalier de Parcieux ausgab.
Er zeigte sich rasch als talentierter Satiriker, dem sich einige Zeitschriften öffneten, z. B. der renommierte Mercure de France. Vor allem aber erwies er sich als begnadeter Salon-Animateur, dem sich kaum eine Tür in der Hauptstadt verschloss. Hatte er anfangs Schwierigkeiten mit seinem falschen Chevalier-Titel gehabt und ihn sogar aufgeben müssen, regte sich wenige Jahre später kaum Protest, als er sich selbstbewusst sogar als Comte (Graf) betitelte.
In ganz Europa berühmt wurde Rivarol 1784, gerade 30-jährig, als er den Preis der Berliner Akademie errang mit seinem Discours sur l’universalité de la langue française, worin er mit diesen oder jenen rationalen, vor allem aber vielen pseudorationalen Argumenten den damals in Europa allgemein akzeptierten Vorrang des Französischen als Literatur-, Wissenschafts-, Hof- und Diplomatensprache zu erklären und zu legitimieren suchte:

„Europa hat eine Macht erlangt, die in der Geschichte unvergleichlich ist: die vielen Hauptstädte, die Vielzahl und die Schnelligkeit seiner Expeditionen, der öffentliche und der private Verkehr haben es zu einer großen Republik werden lassen, die sich für eine Sprache entscheiden muss.“

Während der Revolutionsjahre betätigte sich Rivarol – wie viele Literaten – als Journalist, und zwar als Monarchist und Verteidiger der Verhältnisse des Ancien Régime. 1792 wich er dem Druck der revolutionären Kräfte und floh, zuerst ins damals österreichische Brüssel, dann 1794 weiter nach London und 1795 nach Hamburg, einer Hochburg der französischen Emigration. 1800 besuchte er Berlin und ließ sich dort noch einmal feiern. 
In Frankreich war inzwischen Napoleon Bonaparte an die Macht gekommen und baute den Emigranten goldene Brücken, weil er Offiziere und Verwaltungsbeamte für die von französischen Truppen okkupierten Gebiete brauchte. Rivarol starb kurz vor seiner geplanten Rückkehr nach Frankreich. Er wurde auf dem Dorotheenstädtischen Friedhof in Berlin begraben, doch seine Grabstätte geriet bald in Vergessenheit.

## Prix Rivarol
Nach Antoine de Rivarol und in Erinnerung an seinen Discours sur l’universalité de la langue française ist der Prix Rivarol benannt. Damit zeichnete die französische Regierung von 1949 bis 1964 Autoren von Romanen aus, die in französischer Sprache geschrieben waren, obwohl ihre Verfasser keine französischen Muttersprachler waren.

## Werke
- Memoires de Rivarol. 1824
  - dt.: Politisches Journal eines Royalisten: 5. Mai bis 5. Oktober 1789. Hg. Johannes Willms. Athenäum, Bodenheim 1989, ISBN 3-610-08521-5
- Vom Menschen. Gedanken und Maximen. Porträts und Bonmots. Anthologie. Hg., Übers. Ulrich Kunzmann. Matthes & Seitz, Berlin 2012, ISBN 978-3-88221-740-7
- Übers. Beate Thill: Über die Universalität der französischen Sprache. Vorw. Dany Laferrière. Wunderhorn, Heidelberg 2017 (frz. 1783)